# 冯克利
冯克利（1955年10月27日—）是一位中国翻译家，在公共领域贡献卓著。

## 生平
祖籍山东省青州市庙子镇长秋村，1955年生于济南市。1982年获得武汉大学图书馆学专业在职函授文凭，后先后担任山东省社会科学院研究员和[山东大学]]政治与公共管理学院教授。

## 作品
著作
- 《尤利西斯的束缚》
- 《虽败犹荣的先知》

译作
- 《民主新论》 （美国·萨托利），上海人民出版社1992年3月
- 《乌合之众：大众心理学》（法国·勒旁），中央编译出版社1999年11月；
- 《致命的自负》（奥地利·哈耶克），中国社会科学出版社2000年10月；
- 《经济、科学与政治》（奥地利·哈耶克），江苏人民出版社，2000年10月；
- 《古代人的自由与现代人的自由》（法国·贡斯当），译著审校，商务印书馆1999年12月；
- 《自由主义》（奥地利·哈耶克），三联书店《公共论丛》第6辑2000年9月；
- 《自由与权力》（英国·阿克顿），译著审校，商务印书馆，2000年12月；
- 《理念的人》（美国·科塞），译著审校，中央编译出版社，2000年12月；
- 《二十世纪的政治哲学家》（英国·莱斯诺夫），商务印书馆，2001年9月；
- 《反潮流》（英国·伯林），译林出版社，2002年9月；
- 《论公民》（英国·霍布斯著），贵州人民出版社，2002年10月；
- 《法律的成长》（美国·卡多佐著），译著审校，贵州人民出版社，2002年10月；
- 《至上的美德：平等的理论与实践》（美国·德沃金），江苏人民出版社，2002年12月；
- 《英美哲学概论》（牛津大学），社会科学文献出版社（北京），2002年12月；
- 《科学的反革命》（奥地利·哈耶克），译林出版社，2003年1月；
- 《立宪经济学》（美国·布坎南），中国社会科学出版社，2003年5月；
- 《政治的浪漫派》（德國 卡尔·施米特著），上海人民出版社，2004年
- 《哈耶克文选》（奥地利·哈耶克），江苏人民出版社，2007年4月。
- 《哈耶克评传》（美国 布鲁斯·考德威尔），商务印书馆，2007年6月。
- 《邓小平时代》 (美国 傅高义)，三联书店，2013年1月18日